# Birgitta Wistrand
Birgitta Helena Margareta Wistrand, född Kronby 22 mars 1939 i Bromma församling i Stockholm, är en svensk politiker (moderat), som var riksdagsledamot 1991–2002 för Stockholms kommuns valkrets. I riksdagen var hon ledamot i trafikutskottet 1994–2002 (dessförinnan suppleant 1991–1994) och suppleant i EU-nämnden, kulturutskottet, Nordiska rådets svenska delegation och utrikesutskottet.
Wistrand grundade också organisationen Positiva Sverige, och utsågs för denna insats till Årets Svenska Kvinna år 1990. Hon har också varit ordförande för Fredrika-Bremer-förbundet i två omgångar, 1976–1982 och 2008–2013.
Wistrand disputerade 2006 i litteraturvetenskap vid Uppsala universitet på en doktorsavhandling om Elin Wägner.